# Straßenbahn Ulsan
Die Straßenbahn Ulsan wird ein neues Beförderungssystem in Ulsan, welches 2027 eröffnet werden soll. Das Straßenbahnnetz soll aus vier Linien bestehen. Betrieben sollen die Linien mit Oberleitungslosen Straßenbahnen von Hyundai Rotem. Betrieben wird das Straßenbahnnetz von Ulsan Transportation Corporation (UTC).

## Geschichte

### Situation vor den ersten Planungen
Bis zu den ersten Planungen einer Straßenbahn in Ulsan, bestand das Beförderungssystem ausschließlich aus den reinen Bus-Linienverkehr. Da aber wie in Busan der Straßenverkehr stark ausgelastet durch Autofahrer und Buslinien ist, soll mithilfe der Straßenbahnen der Busverkehr abgebaut werden und somit die Straßenauslastung gesenkt werden.

### Erste Straßenbahnlinien-Planungen (2008–2019)
Die ersten Planungen für ein Straßenbahnnetz bestehen schon seit 1998. Im Laufe der Jahre wurde allerdings der Plan mehrfach überarbeitet, sodass erst Ende 2019 der komplett ausgearbeitete Straßenbahnplan vorgestellt werden konnte.

### Eröffnung von Straßenbahnlinien (ab 2027)
2027 sollen alle vier Linien eröffnet und somit ein neues Beförderungssystem umgesetzt werden.

## Fahrzeuge
Betrieben werden soll das Straßenbahnnetz von Oberleitungslosen- sowie von Wasserstoffelektrischen Straßenbahnen der Firma Hyundai Rotem. Diese entwickelt seit 2010 Straßenbahnmodelle, die ähnlich wie Busse in Deutschland, am Endpunkt aufgeladen werden und die komplette Strecke entlang ohne weitere Energiezufuhr von außen befahren können, sowie Straßenbahnen die mit Wasserstoff-Brennstoffzellen betrieben werden.

## Netzentwicklung

### Im Bau befindlichen Straßenbahnlinie

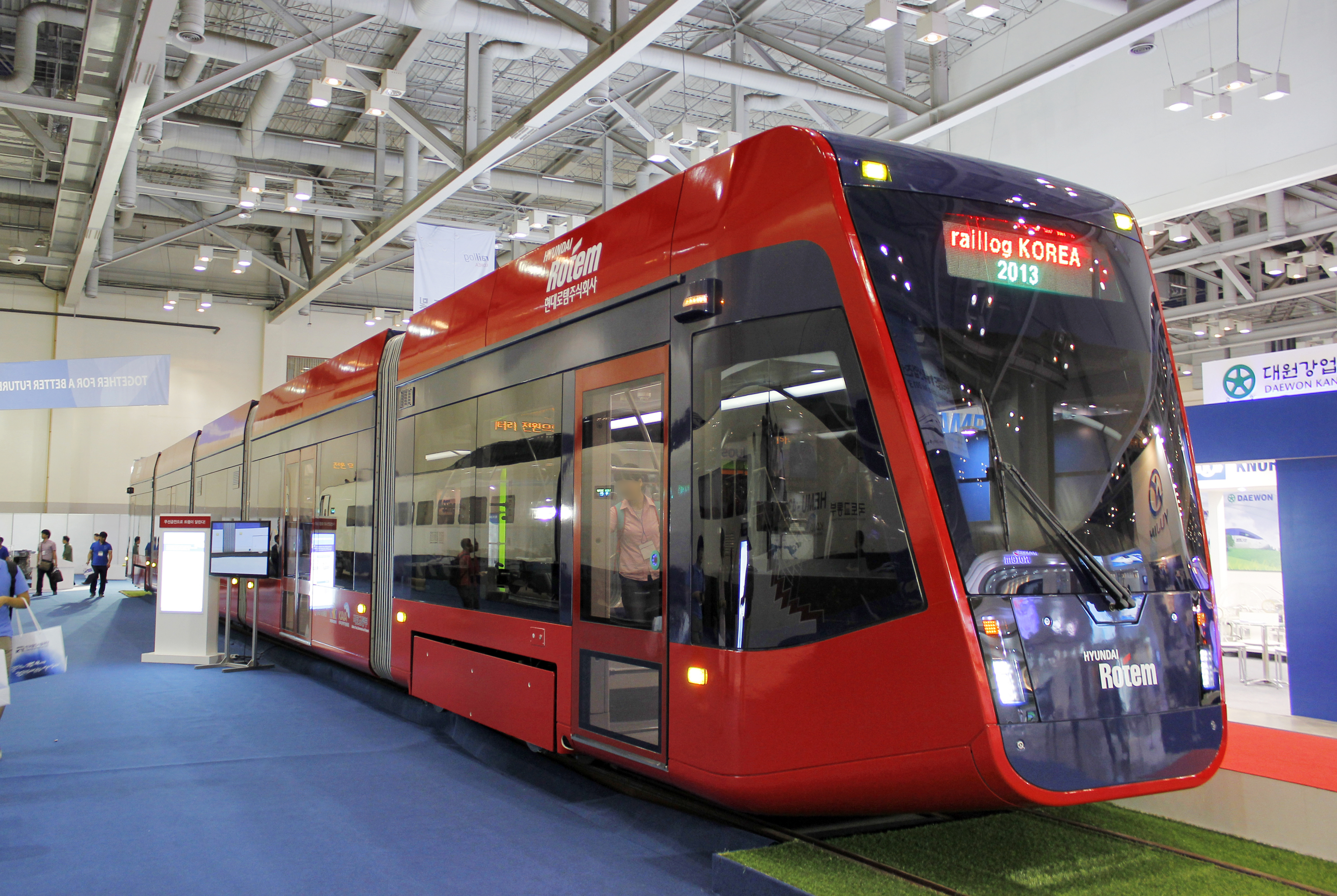
Oberleitungslose-Pilotstraßenbahn, soll auf den neuen Strecken eingesetzt werden

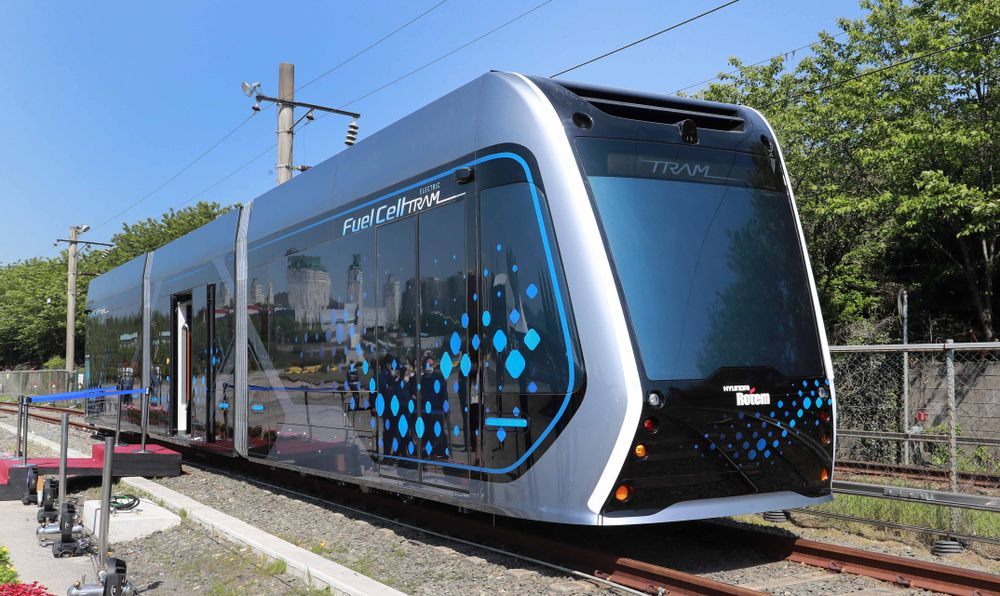
Wasserstoffelektrische-Pilotstraßenbahn, soll ebenfalls auf den neuen Strecken eingesetzt werden

| Farbe             | Linienname        | Linienname (Hangeul)              | Ausgangstation(en)              | Endstation(en)                    | Anzahl der Stationen | Gesamtlänge (in km) | Bauzeitraum             |
| Straßenbahn Ulsan | Straßenbahn Ulsan | Straßenbahn Ulsan                 | Straßenbahn Ulsan               | Straßenbahn Ulsan                 | Straßenbahn Ulsan    | Straßenbahn Ulsan   | Straßenbahn Ulsan       |
| ----------------- | ----------------- | --------------------------------- | ------------------------------- | --------------------------------- | -------------------- | ------------------- | ----------------------- |
|                   | Linie 1           | 1호선 태화강역-신복로터리         | Taehwa-Fluss-Station            | Shinbok-Lottery                   | 15                   | 11,63 km            | Fertigstellung bis 2027 |
|                   | Linie 2           | 2호선 송정역-야음사거리           | Songjeong-Station               | Yaeum-Allee                       | 14                   | 13,69 km            | Fertigstellung bis 2027 |
|                   | Linie 3           | 3호선 효문행정복지센터-대왕암공원 | Hyomun, Haengjeong Bokji-Center | Daewangam-Garten                  | 15                   | 16,99 km            | Baubeginn nach 2027     |
|                   | Linie 4           | 4호선 신복로터리-복산성당앞교차로 | Shinbok-Lottery                 | Boksan, Seongdang-Kirche Kreuzung | 8                    | 5,94 km             | Baubeginn nach 2027     |